# Кылыч Арслан (бей Алайе)
Кылыч Арслан-бей (тур. ) — правитель бейлика Алайе, правивший в 1453—1471 годах. Алайе был захвачен в 1471 году османами в рамках кампании по покорению Караманидов, поскольку через порт Алайе доставлялась помощь Караманидам от европейских стран и из Египта. Кылыч Арслан был последним беем Алайе.

## Биография
Османский историк Мехмед Нешри писал, что «беем Алайе был Кылыч Арслан-бей, сын Лютфи-бея», и большинство историков повторяли за ним, что Кылыч Арслан был сыном Лютфи. Тем не менее, Кылыч Арслан не являлся сыном Лютфи-бея. В вакуфных документах 1462 года мечети и гробницы Махмуда Шейди в деревне Махмудие в Алайе отцом Кылыч Арслан указан брат Лютфи, Али.
Кылыч Арслан-бей отправился в Бурсу вместе с Лютфи-беем, а после его смерти стал главой княжества. Во время своего правления Кылыч Арслан продолжал поддерживать дружеские отношения с Кипром, которые начались с подписания договора 1450 года. После смерти в 1464 году Ибрагима-бея Караманоглу соседний бейлик Караманогуллары, управлявшийся родственной для беев Алайе династией, был ослаблен из-за борьбы между сыновьями Ибрагима. Они искали помощи у мамлюков, Ак-Коюнлу, венецианцев и у Кылыч Арслана, но не смогли противостоять османскому наступлению в регионе. В 1466 году король Кипра Жак II (1439—1473) предпринял попытку договориться с мамлюкским султаном, Кылыч Арсланом и Караманидами о союзе против османов, который также поддержали рыцари Родоса. Король Кипра отправил для Караманидов, лишившихся собственных портов, в Алайе отряд из трёхсот солдат вместе с военным снаряжением. Чтобы получить полный контроль над землёй Караманидов, было необходимо отрезать поддержку сыновьям Ибрагима со стороны христиан и мамлюков. В 1468 году османский султан Мехмед II дал поручение Рум Мехмеду-паше захватить Алайе, но эта кампания провалилась, потому что паша был женат на сестре Кылыч Арслана и не хотел завоёвывать замок родственника. Поэтому Мехмед II поручил захватить замок Алайе бейлербею Карамана Гедику Ахмедe-паше:

«Правитель ранее послал Ром Мехмед-пашу в Алайю, но ничего не помогло. Потому что сестра Алай-бека была женой Рума Мехмед-паши. Правитель сказал Гедику Ахмеду: „Я отправил этого Рума в Алайе. Он вернулся ко мне сюда как дурак с пустым поясом. На этот раз ты иди! Найдите слабость крепости и покорите её!“»

Ахмед-паша осадил замок и вынудил Кылыч Арслана его сдать. Бессильный оказать сопротивление, Кылыч Арслан-бей вышел из замка и сдал город Гедику Ахмед-паше в 1471 году. После того, как османы захватили замок, они разместили в замке солдат из Румелии, заново укрепили стены и переселили жителей. Из старых влиятельных семей в городе практически никого не оставили. Кылыч Арслан-бей был отправлен ко двору Мехмеда II, где с ним обращались хорошо, потому что он сдал замок без боя. Он получил санджак Комотини в качестве дирлика («средство для жизни», «кормление» — общее название всякого вида государственного содержания в виде денег или дохода с земельного владения), и его с семьёй отправили туда. В Комотини он пробыл недолго. Бей обнаружил, что доход Комотини хоть и был высоким, но по сравнению с доходом такого богатого города, как Алайе, он был мал. Кылыч Арслан сбежал в Египет на корабле, вероятно, чтобы с помощью мамлюков попытаться вернуть Алайе. Не получив помощи от мамлюкского султана, Кылыч Арслан уехал к Узун Хасану, но умер в дороге. С его смертью закончилась история беев Алайе.
Известно об одной жене Кылыч Арслана, которую тот, по словам Нешри, бросил с сыном в Комотини. Жена и сын прожили в Комотини до смерти и были оба там похоронены рядом. У Кылыч Арслана был ещё один сын. Мухаммед ибн Ийяс писал о смерти в 1507 году проживавшего в Египте сына «султана Алайе».
Кылыч Арслан разбирался в ювелирных изделиях и умел их ремонтировать. Некую драгоценность, которую он подарил султану Мехмеду II, тот вернул Кылыч Арслану для ремонта. Кылыч Арслан закончил ремонт уже после того, как сбежал в Египет, и отправил подарок обратно султану через Гедика Ахмеда-пашу.